# Aldo Bartocci
Aldo Bartocci (Terni, 14 febbraio 1909 – Terni, 15 maggio 1984) è stato un ingegnere italiano.

## Biografia
Aldo Bartocci nasce a Torreorsina  (Terni) all'epoca comune autonomo,il 14 febbraio 1909, da Biblide Bartocci, direttore di un istituto scolastico, e Gaetana Quintili, di discendenza aristocratica. Nella casa materna ubicata nel piccolo borgo alle porte della Valnerina passa la maggior parte dell'infanzia. La sua predisposizione per lo studio lo porta al diploma a soli 17 anni, presso il liceo scientifico di Terni. Si trasferisce a Roma per frequentare il corso di laurea in ingegneria. Nel 1930 consegue il titolo accademico di dottore in ingegneria e diviene il più giovane ingegnere d'Italia.
Dopo la laurea ottiene una borsa di studio e con questa si trasferisce a Milano e inizia a lavorare presso l'Istituto di Ricerche Scientifiche Ernesto Breda. Nel capoluogo lombardo si occupa di ricerche relative alla scienza dei metalli. Nel 1933 pubblica sulla rivista "L'Aerotecnica" uno studio scientifico intitolato "Le escursioni in altezza col motore a reazione" dove analizza la propulsione a reazione. Nel 1934 pubblica un nuovo articolo, sempre sulla stessa rivista, intitolato "Il razzo" e nel 1938 un altro lavoro intitolato "La forza di reazione all'efflusso dei gas". Questi studi attirano l'attenzione di vari istituti di ricerca e negli anni seguenti entra a far parte dell'Accademia Internazionale di Astronautica.
Sempre nel 1934, grazie all'esperienza milanese, entra nello staff tecnico delle acciaierie della società Terni. Nel 1940 inizia a insegnare metallurgia presso l'Istituto Industriale ternano. Nel 1942 diventa di vice-direttore tecnico delle acciaierie e sempre in quest'anno consegue la libera docenza in Metallurgia.
Nel 1949 diventa direttore generale delle acciaierie di Terni e autore di vari brevetti industriali nonché di testi legati alla metallurgia.
Nel 1968 lascia la direzione delle acciaierie di Terni e assume la direzione del Centro Sperimentale Metallurgico di Roma, incarico che lascia nel 1971 per tornare alle sue acciaierie con l'incarico di co-direttore generale della società Terni.
Nel 1975, causa l'età, lascia l'incarico mantenendo un ruolo da consulente esterno.
Durante la sua direzione viene realizzata la parte principale del Batiscafo Trieste, la sfera inferiore, e un rotore destinato a una delle più grandi centrali nucleari statunitensi.
Gli ultimi anni di vita li passa nella casa materna dove muore, di malattia, il 15 maggio 1984, ed è tumulato nel piccolo cimitero di Torre Orsina.

## Pubblicazioni
- Metallurgia e siderurgia
- I Metalli e l'acciaio
- L'acciaio facile
- Colloqui tra un meccanico e un siderurgico

| Controllo di autorità | SBN CFIV119513 |